# Петров, Василий Петрович (художник)
Василий Петрович Петров (1770—1810) — живописец, пейзажист, рисовальщик, академик Императорской Академии художеств.

## Биография
Родился в Санкт-Петербурге в семье средней руки чиновника. Склонность к живописи проявилась в раннем детстве, родители не препятствовали увлечению сына, и даже пригласили для занятий с сыном малоизвестного художника. В дальнейшем стал воспитанником Императорской Академии художеств, в которой занимался под руководством профессора С. Ф. Щедрина, который очень жаловал своего ученика, отмечая большой природный талант последнего. Среди учителей, оказавших влияние на творчество, был Ф. Я. Алексеев. По окончании курса в Академии художеств преподавал в рисовальных классах Петербургского горного училища (1787—1801), выполнял заказы императорского двора. В 1801 был причислен к Эрмитажу «мастером живописи».
Уже в девятнадцать лет получил звание «назначенного в академики» (1794) за картину «Вид мызы Петра Алексеевича Соймонова».
Указом императора Александра I в 1802 году командирован в сибирские заводы «для снятия видов казённых горных заводов». В том же году прибыл в Барнаул. Около десяти лет прожил в Барнауле, выезжая в Забайкалье, Бухтарму, Горный Алтай. Петров первый сделал план Барнаула, им же была проделана огромная работа по зарисовке панорамных видов гор со снежными вершинами — «белками», как говорят на Алтае, костюмов и типов жителей, машин и шахт Колывано-Воскросенских заводов. Находясь в Барнауле, вел переписку с графом А. С. Строгановым, который покровительствовал художнику, посылал его работы в Петербургскую Академию художеств. Петров написал акварель «Вид Барнаульского сереброплавильного завода», эскиз маслом «Вид внутренности Барнаульский завода», исполнил рисунок пером с изображением панорамы города с высокого берега Барнаулки. Рисунки и акварели Петрова дают представление об интерьерах и внешнем облике производственных зданий, а также о том, как выглядел город в начале XIX века.
Здесь начал я мои работы и занимался ими по разным местам белков, чем ближе к Китайской границе, тем более возвышавшимися. Потом продолжал свои занятия по рекам Бухтарме и Иртышу до Семипалатной, а кончил Змеевом… В 45 ясных дней, бывших во все продолжение моего странствия, я снял с натуры 25 видов. Видов красивейших и величественнейших здесь столь много, что для снятия и отделки их целой жизни недостаточно". Кажется, что местами показывает природа бесподобную картину свою для того, чтобы человека удивить и пленить, и скрывает ее опять немедленно для того, что в шибкости своих рисунков, в поразительности слияния красок и в оттенках своих сама себя чувствует неподражаемою для кисти искусства, и чтоб сие чем совершеннее само, тем более постигало свою слабость перед нею.из отчёта В. П. Петрова президенту Академии художеств А. С. Строганову
Уже в девятнадцать лет получил звание «назначенного в академики» (1794) за картину «Вид мызы Петра Алексеевича Соймонова».
Был избран академиком живописи (1806) за пейзаж «Вид Бухтарминского рудника» написанный им по программе, заданной С. Щедриным.
В 1809 году подал просьбу о разрешении приехать в столицу, на что пришло Высочайшее соизволение.
В 1810 году Василий Петрович Петров скончался в Барнауле, где и был похоронен.
Творчество Василия Петровича Петрова, как и многих современных ему пейзажистов, находилось под заметным влиянием итальянской пейзажной школы. После смерти Петрова более 200 рисунков, набросков, эскизов, созданных им в сибирский период, были отправлены по требованию Кабинета в Петербург. В настоящее время большая часть их находится в Государственном Русском музее в Петербурге.
Имя Василия Петровича Петрова может быть с полной уверенностью поставлено в один ряд с именами Семёна Щедрина и Фёдора Алексеева, много сделавших для будущего русского пейзажа и как действующие художники и как преподаватели ландшафтной живописи в Императорской Академии художеств.
- Примеры работ В. П. Петрова
- Итальянский пейзаж с пастухами (1789)
- Вид Тавриды (1791)
- Вид Царскосельского парка (1794)
- Итальянский пейзаж (1800)
- Вид Екатеринбурга (1802)
- Итальянский пейзаж (1806)